# Et Syndens Barn
 Ikke at forveksle med Det Syndens Barn!.
Et Syndens Barn er en dansk stumfilm fra 1913, der er instrueret af Bjørn Bjørnson efter manuskript af ham selv og Hans Wiers-Jenssen.

## Handling
Denne artikel mangler et handlingsreferat. Hjælp os med at skrive det.